# Actually
Actually − drugi album studyjny duetu Pet Shop Boys z 1987.
Album był w pewnym sensie krytyką "thatcheryzmu", a powstał po trzeciej wygranej Margaret Thatcher w wyborach do Izby Gmin i objęciu funkcji premiera rządu Wielkiej Brytanii.
Album ten został ponownie wydany w 2001 i 2009 roku.

## Lista utworów
1. "One More Chance" – 5:30
2. "What Have I Done to Deserve This?" – 4:18
3. "Shopping" – 3:37
4. "Rent" – 5:08
5. "Hit Music" – 4:44
6. "It Couldn't Happen Here" – 5:20
7. "It's a Sin" – 4:59
8. "I Want to Wake Up" – 5:08
9. "Heart" – 3:58
10. "King's Cross" – 5:10

### Further Listening 1987–1988
1. "I Want to Wake Up" - 6:00
2. "Heart" (Shep Pettibone version) - 4:12
3. "You Know Where You Went Wrong" - 5:50
4. "One More Chance (seven-inch mix) - 3:50
5. "It's a Sin" (disco mix) - 7:41
6. "What Have I Done to Deserve This?" (extended mix) - 6:47
7. "Heart" (disco mix) - 8:40
8. "A New Life" - 4:55
9. "Always on My Mind" (wersja demo) - 4:03
10. "Rent" (seven-inch mix) - 3:33
11. "I Want a Dog" - 4:58
12. "Always on My Mind" (extended dance mix) - 8:15
13. "Do I Have To?" - 5:15
14. "Always on My Mind" (dub mix) - 2:15

## Twórcy
- Neil Tennant – wokal, gitara, instrumenty klawiszowe
- Chris Lowe – instrumenty klawiszowe